# La Bâtie-Vieille
La Bâtie-Vieille település Franciaországban, Hautes-Alpes megyében. Lakosainak száma 325 fő (2022. január 1.). La Bâtie-Vieille Avançon, La Bâtie-Neuve, Rambaud, La Rochette és Saint-Étienne-le-Laus községekkel határos.

## Népesség
A település népességének változása:
| Lakosok száma | 106  | 166  | 208  | 247  | 316  | 346  | 342  | 325  | 328  | 325  |
|               | 1968 | 1982 | 1990 | 2006 | 2013 | 2015 | 2017 | 2019 | 2020 | 2022 |